# Lüen
Lüen (en romanche Leun) era una comuna suiza del cantón de los Grisones, situada en el distrito de Plessur, círculo de Schanfigg. Limitaba al norte y al este con la comuna de Sankt Peter-Pagig, al sur con Molinis y Tschiertschen-Praden, y al oeste con Castiel. El 1 de enero de 2013 se fusionó en la comuna de Arosa junto con las antiguas comunas de Calfreisen, Castiel, Langwies, Molinis, Peist y Sankt Peter-Pagig.